# 차오전위

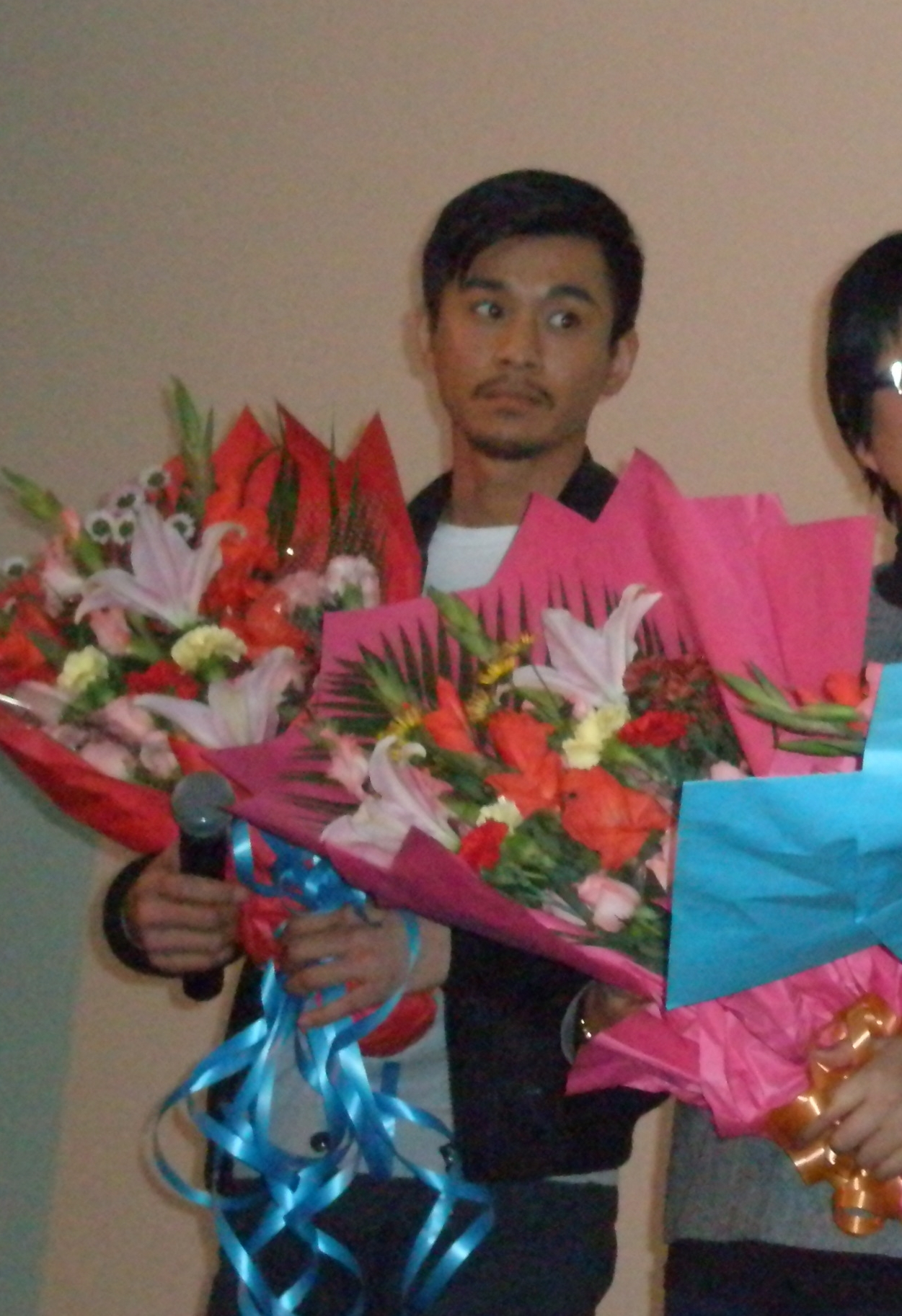

차오전위(중국어: 乔振宇, 병음: Qiáo Zhènyǔ, 한자음: 교전우, 1978년 11월 1일 ~ )는 중국의 배우이다. 광시성 구이린시 출신.

## 방송
- 사미인
- 대가풍상
- 담화몽
- 명성대정탐
- 금옥요

## 영화
- 사미인 (2017년)
- 담화몽 (2016년)
- 금옥요 (2015년)
- 요재신편 (2015년)
- 정 검 : 금의위 (2015년)
- 나쁜놈은 죽는다 (2015년)
- 유해감초 (2014년)
- 고검기담 (2014년)
- 만추 (2012년)
- 서검은구록 (2010년) - 진가락 역
- 연애통고 (2010년)
- 공자춘추전국시대 (2010년)
- 불완전연인 (2007년)
- 칠검하천산 (2006년) - 목랑 역
- 플라잉 드래곤 (2002년)